# Associazione Calcio Fiorentina 1986-1987
Questa voce raccoglie le informazioni riguardanti l'Associazione Calcio Fiorentina nelle competizioni ufficiali della stagione 1986-1987.

## Stagione

Il promettente portiere Marco Landucci, di ritorno a Firenze dopo un positivo biennio in Serie C1, s'impone subito titolare.

La stagione 1986-87 si apre in casa viola con un nuovo presidente, Pier Cesare Baretti, ex giornalista e dirigente di Lega, e un nuovo allenatore, Eugenio Bersellini, vincitore del campionato 1979-80 alla guida dell'Inter.
Sul fronte acquisti, si segnalano i ritorni del libero Roberto Galbiati, protagonista nella Fiorentina dei primi anni ottanta, e del portiere Marco Landucci dopo qualche stagione di apprendistato, in sostituzione della bandiera Giovanni Galli, appena ceduto al Milan. Recuperato Roberto Baggio dal lungo e serio infortunio, la squadra ha potuto lanciarlo in pianta stabile tra i titolari.
La Fiorentina non ha raggiunto, già tra settembre e ottobre, gli obiettivi di qualificarsi in Coppa Italia e nella Coppa UEFA.
Anche il campionato è stato parimenti deludente: nel girone di andata la viola ha realizzato appena 11 reti. La posizione finale è stato un deludente 11º posto, con 26 punti raccolti, a sole quattro lunghezze sulla zona retrocessione. Unica soddisfazione, l'aver strappato 3 punti sui 4 a disposizione al Napoli, che ha dominato la stagione, vincendo il suo primo scudetto e la Coppa Italia.
Con 10 reti l'argentino Ramón Díaz, che aveva giocato nel Napoli e nell'Avellino, è stato il miglior marcatore viola di stagione. È infine giunto il canto del cigno per il capitano Giancarlo Antognoni, alla sua quindicesima e ultima stagione in riva all'Arno, che sveste la maglia viola dopo 341 presenze e 61 reti nella massima serie (429 presenze e 72 reti in gare ufficiali) per andare a chiudere la carriera in Svizzera, nel Losanna.

## Rosa
| N. |                   | Ruolo | Calciatore                     |
| -- | ----------------- | ----- | ------------------------------ |
|    | Italia (bandiera) | P     | Paolo Conti                    |
|    | Italia (bandiera) | P     | Marco Landucci                 |
|    | Italia (bandiera) | D     | Sergio Battistini              |
|    | Italia (bandiera) | D     | Stefano Carobbi                |
|    | Italia (bandiera) | D     | Renzo Contratto                |
|    | Italia (bandiera) | D     | Alberto Di Chiara              |
|    | Italia (bandiera) | D     | Lorenzo Fabiani                |
|    | Italia (bandiera) | D     | Roberto Galbiati               |
|    | Italia (bandiera) | D     | Claudio Gentile                |
|    | Italia (bandiera) | C     | Aldo Maldera                   |
|    | Italia (bandiera) | D     | Celeste Pin                    |
|    | Italia (bandiera) | D     | Andrea Rocchigiani             |
|    | Italia (bandiera) | C     | Giancarlo Antognoni (capitano) |

| N. |                      | Ruolo | Calciatore          |
| -- | -------------------- | ----- | ------------------- |
|    | Italia (bandiera)    | C     | Nicola Berti        |
|    | Italia (bandiera)    | C     | Michele Gelsi       |
|    | Italia (bandiera)    | C     | Alberto Nardi       |
|    | Italia (bandiera)    | C     | Roberto Onorati     |
|    | Italia (bandiera)    | C     | Gabriele Oriali     |
|    | Italia (bandiera)    | C     | Simone Sereni       |
|    | Italia (bandiera)    | C     | Antonio Strano      |
|    | Italia (bandiera)    | A     | Roberto Baggio      |
|    | Italia (bandiera)    | A     | Gianfranco Campioli |
|    | Argentina (bandiera) | A     | Ramón Díaz          |
|    | Italia (bandiera)    | A     | Maurizio Iorio      |
|    | Italia (bandiera)    | A     | Paolo Monelli       |
|    | Italia (bandiera)    | A     | Davide Pellegrini   |

## Risultati

### Serie A

#### Girone di andata
| Arbitro: | Magni (Bergamo) |

|                 |           |          |
| Dirceu 27’, 85’ | Marcatori | 35’ Diaz |

| Arbitro: | Casarin (Milano) |

|               |           |  |
| Diaz 73’, 85’ | Marcatori |  |

| Brescia 28 settembre 1986 3ª giornata | Brescia                   | 0 – 0 referto | Fiorentina | Stadio Mario Rigamonti\| Arbitro: \| Pezzella (Frattamaggiore) \| |
| Arbitro:                              | Pezzella (Frattamaggiore) |               |            |                                                                   |

| Arbitro: | Boschi (Parma) |

|  |           |             |
|  | Marcatori | 8’ Chierico |

| Arbitro: | D'Elia (Salerno) |

|          |           |             |
| Diaz 10’ | Marcatori | 58’ Vignola |

| Como 19 ottobre 1986 6ª giornata | Como           | 0 – 0 referto | Fiorentina | Stadio Giuseppe Sinigaglia\| Arbitro: \| Pieri (Genova) \| |
| Arbitro:                         | Pieri (Genova) |               |            |                                                            |

| Arbitro: | Lo Bello (Siracusa) |

|  |           |             |
|  | Marcatori | 65’ Pacione |

| Arbitro: | Longhi (Roma) |

|                                      |           |  |
| F. Baresi 41’ (rig.) Virdis 74’, 77’ | Marcatori |  |

| Arbitro: | Magni (Bergamo) |

|  |           |            |
|  | Marcatori | 62’ Oriali |

| Arbitro: | Casarin (Milano) |

|                    |           |            |
| Diaz 21’ Berti 68’ | Marcatori | 26’ Pruzzo |

| Arbitro: | Agnolin (Bassano del Grappa) |

|             |           |  |
| Ekström 43’ | Marcatori |  |

| Arbitro: | Pieri (Genova) |

|  |           |                |
|  | Marcatori | 46’ Passarella |

| Arbitro: | Longhi (Roma) |

|                         |           |               |
| Francini 5’ Cravero 63’ | Marcatori | 65’ Antognoni |

| Arbitro: | Lanese (Messina) |

|                                   |           |              |
| Diaz 6’ Antognoni 25’ Monelli 89’ | Marcatori | 50’ Maradona |

| Arbitro: | Sguizzato (Verona) |

|                              |           |  |
| Francis 6’ Magrin 72’ (rig.) | Marcatori |  |

#### Girone di ritorno
| Arbitro: | Mattei (Macerata) |

|                         |           |  |
| Diaz 48’ Battistini 68’ | Marcatori |  |

| Arbitro: | Agnolin (Bassano del Grappa) |

|                                       |           |             |
| R. Mancini 44’ Briegel 65’ Vialli 85’ | Marcatori | 38’ Monelli |

| Arbitro: | Lombardo (Marsala) |

|                                                          |           |                    |
| Giorgi 2’ (aut.), 60’ (aut.) Berti 27’ Gritti 41’ (aut.) | Marcatori | 28’, 78’ Bonometti |

| Arbitro: | D'Elia (Salerno) |

|              |           |           |
| Graziani 18’ | Marcatori | 73’ Berti |

| Arbitro: | Longhi (Roma) |

|             |           |  |
| Cabrini 54’ | Marcatori |  |

| Arbitro: | Boschi (Parma) |

|          |           |                         |
| Diaz 53’ | Marcatori | 2’ Maccoppi 77’ Todesco |

| Arbitro: | Pezzella (Frattamaggiore) |

|                             |           |                        |
| Elkjær Larsen 28’ Galia 47’ | Marcatori | 73’ Diaz 80’ Antognoni |

| Arbitro: | Agnolin (Bassano del Grappa) |

|                       |           |                                |
| Pin 49’ Di Chiara 70’ | Marcatori | 3’ Galderisi 28’ (rig.) Virdis |

| Arbitro: | Lo Bello (Siracusa) |

|                             |           |               |
| Berti 25’ Destro 64’ (aut.) | Marcatori | 90’ Scarafoni |

| Arbitro: | Pieri (Genova) |

|                   |           |         |
| Boniek 76’ (rig.) | Marcatori | 7’ Diaz |

| Arbitro: | D'Elia (Salerno) |

|               |           |                     |
| Antognoni 20’ | Marcatori | 73’ (rig.) Casaroli |

| Arbitro: | Lanese (Messina) |

|            |           |  |
| Ciocci 72’ | Marcatori |  |

| Firenze 3 maggio 1987 28ª giornata | Fiorentina    | 0 – 0 referto | Torino | Stadio Comunale\| Arbitro: \| Longhi (Roma) \| |
| Arbitro:                           | Longhi (Roma) |               |        |                                                |

| Arbitro: | Pairetto (Torino) |

|               |           |            |
| Carnevale 29’ | Marcatori | 39’ Baggio |

| Arbitro: | Lanese (Messina) |

|               |           |  |
| Di Chiara 89’ | Marcatori |  |

### Coppa Italia

#### Primo girone
| Arbitro: | Amendolia (Messina) |

|               |           |  |
| Petriello 57’ | Marcatori |  |

| Pescara 27 agosto 1986, ore 20:45 CEST 2ª giornata | Pescara        | 0 – 0 referto | Fiorentina | Stadio Adriatico\| Arbitro: \| Boschi (Parma) \| |
| Arbitro:                                           | Boschi (Parma) |               |            |                                                  |

| Arbitro: | Casarin (Milano) |

|             |           |             |
| Monelli 67’ | Marcatori | 58’ Mangoni |

| Arbitro: | Longhi (Roma) |

|                 |           |              |
| Baggio 55’, 63’ | Marcatori | 58’ Casaroli |

| Arbitro: | Agnolin (Bassano del Grappa) |

|                   |           |        |
| Notaristefano 33’ | Marcatori | 5’ Pin |

### Coppa UEFA
| Arbitro: | Brummeier |

|         |           |  |
| Pin 32’ | Marcatori |  |

| Arbitro: | Keizer |

|                        |                      |                                 |
| Nelson 8’              | Marcatori            |                                 |
| Agatao Caetano Tonanha | Tiri di rigore 3 – 1 | Monelli Diaz A. Maldera Onorati |

## Statistiche

### Statistiche dei giocatori
A completamento delle statistiche sono da considerare 4 autogol a favore dei viola in campionato. 
Sono in corsivo i calciatori che hanno lasciato la società a stagione in corso.
| Giocatore      | Serie A  | Serie A | Serie A     | Serie A    | Coppa Italia | Coppa Italia | Coppa Italia | Coppa Italia | Coppa UEFA | Coppa UEFA | Coppa UEFA  | Coppa UEFA | Totale   | Totale | Totale      | Totale     |
| Giocatore      | Presenze | Reti    | Ammonizioni | Espulsioni | Presenze     | Reti         | Ammonizioni  | Espulsioni   | Presenze   | Reti       | Ammonizioni | Espulsioni | Presenze | Reti   | Ammonizioni | Espulsioni |
| -------------- | -------- | ------- | ----------- | ---------- | ------------ | ------------ | ------------ | ------------ | ---------- | ---------- | ----------- | ---------- | -------- | ------ | ----------- | ---------- |
| G. Antognoni   | 19       | 4       | ?           | ?          | 0            | 0            | ?            | ?            | 0          | 0          | ?           | ?          | 19       | 4      | ?           | ?          |
| R. Baggio      | 5        | 1       | ?           | ?          | 4            | 2            | ?            | ?            | 1          | 0          | ?           | ?          | 10       | 3      | ?           | ?          |
| S. Battistini  | 21       | 1       | ?           | ?          | 5            | 0            | ?            | ?            | 0          | 0          | ?           | ?          | 26       | 1      | ?           | ?          |
| N. Berti       | 27       | 4       | ?           | ?          | 3            | 0            | ?            | ?            | 1          | 0          | ?           | ?          | 31       | 4      | ?           | ?          |
| S. Carobbi     | 12       | 0       | ?           | ?          | 3            | 0            | ?            | ?            | 2          | 0          | ?           | ?          | 17       | 0      | ?           | ?          |
| P. Conti       | 0        | -0      | ?           | ?          | 0            | -0           | ?            | ?            | 0          | -0         | ?           | ?          | 0        | -0     | ?           | ?          |
| R. Contratto   | 25       | 0       | ?           | ?          | 3            | 0            | ?            | ?            | 2          | 0          | ?           | ?          | 30       | 0      | ?           | ?          |
| G. Campioli    | 1        | 0       | ?           | ?          | 0            | 0            | ?            | ?            | 0          | 0          | ?           | ?          | 1        | 0      | ?           | ?          |
| A. Di Chiara   | 24       | 2       | ?           | ?          | 5            | 0            | ?            | ?            | 1          | 0          | ?           | ?          | 30       | 2      | ?           | ?          |
| R. Díaz        | 29       | 10      | ?           | ?          | 4            | 0            | ?            | ?            | 2          | 0          | ?           | ?          | 35       | 10     | ?           | ?          |
| L. Fabiani     | 1        | 0       | ?           | ?          | 0            | 0            | ?            | ?            | 0          | 0          | ?           | ?          | 1        | 0      | ?           | ?          |
| R. Galbiati    | 25       | 0       | ?           | ?          | 3            | 0            | ?            | ?            | 2          | 0          | ?           | ?          | 30       | 0      | ?           | ?          |
| M. Gelsi       | 9        | 0       | ?           | ?          | 0            | 0            | ?            | ?            | 0          | 0          | ?           | ?          | 9        | 0      | ?           | ?          |
| C. Gentile     | 22       | 0       | ?           | ?          | 5            | 0            | ?            | ?            | 2          | 0          | ?           | ?          | 29       | 0      | ?           | ?          |
| M. Iorio       | 0        | 0       | ?           | ?          | 3            | 0            | ?            | ?            | 0          | 0          | ?           | ?          | 3        | 0      | ?           | ?          |
| M. Landucci    | 30       | -35     | ?           | ?          | 5            | -4           | ?            | ?            | 2          | -1         | ?           | ?          | 37       | -40    | ?           | ?          |
| A. Maldera     | 15       | 0       | ?           | ?          | 4            | 0            | ?            | ?            | 1          | 0          | ?           | ?          | 20       | 0      | ?           | ?          |
| P. Monelli     | 24       | 2       | ?           | ?          | 5            | 1            | ?            | ?            | 2          | 0          | ?           | ?          | 31       | 3      | ?           | ?          |
| A. Nardi       | 0        | 0       | ?           | ?          | 0            | 0            | ?            | ?            | 0          | 0          | ?           | ?          | 0        | 0      | ?           | ?          |
| R. Onorati     | 23       | 0       | ?           | ?          | 4            | 0            | ?            | ?            | 2          | 0          | ?           | ?          | 29       | 0      | ?           | ?          |
| G. Oriali      | 25       | 1       | ?           | ?          | 5            | 0            | ?            | ?            | 2          | 0          | ?           | ?          | 32       | 1      | ?           | ?          |
| D. Pellegrini  | 0        | 0       | ?           | ?          | 0            | 0            | ?            | ?            | 0          | 0          | ?           | ?          | 0        | 0      | ?           | ?          |
| C. Pin         | 29       | 1       | ?           | ?          | 5            | 1            | ?            | ?            | 2          | 1          | ?           | ?          | 36       | 3      | ?           | ?          |
| A. Rocchigiani | 12       | 0       | ?           | ?          | 2            | 0            | ?            | ?            | 0          | 0          | ?           | ?          | 14       | 0      | ?           | ?          |
| S. Sereni      | 0        | 0       | ?           | ?          | 0            | 0            | ?            | ?            | 0          | 0          | ?           | ?          | 0        | 0      | ?           | ?          |
| A. Strano      | 0        | 0       | ?           | ?          | 0            | 0            | ?            | ?            | 0          | 0          | ?           | ?          | 0        | 0      | ?           | ?          |